# إنستروم للمروحيات (شركة)
شركة إنستروم للمروحيات (بالإنجليزية: Enstrom Helicopter Corporation) شركة أمريكية لانتاج طائرات المروحية، تأسست في 1959. يقع مقرها في ميشيغان.

## التاريخ
«منذ ستون عاما كان ميتشتيجان لمبرمان والميكانيكي رودي إنستروم يحلمان بصناعة طائرتهم المروحية، بخبرة ومساعدة مصممي الطائرات وبدعم من رجال الأعمال المحليين، واستطاع إنستروم تحقيق حلمه»
هدف إنستروم اليوم هو تحقيق التوازن الصحيح للأداء والسلامة والأداء الوظيفي، والموثوقية، والقدرة على تحمل التكاليف في عائلة مكونة من طائرات مروحية خفيفة. ويقول إنستروم الرئيس والمدير التنفيذي جيري مولينز م. «اننا فخورون جدا سجلنا من انخفاض معدلات الحوادث، ونحن فخورون بشكل خاص لتسجيل المثالية لبعض الحوادث الخطيرة أو القاتلة».

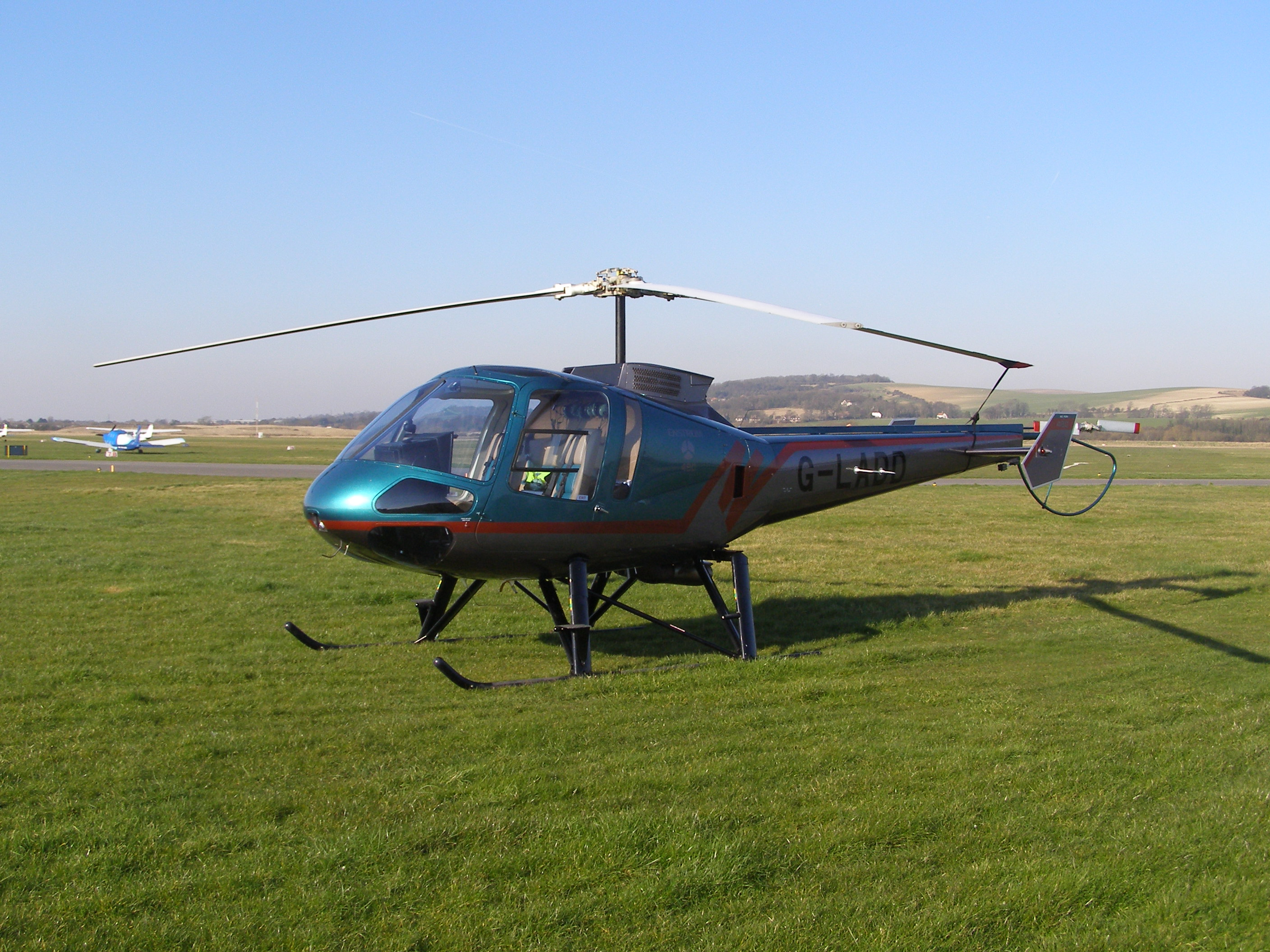
إنستروم 480 بمطار شورهام بريطانيا

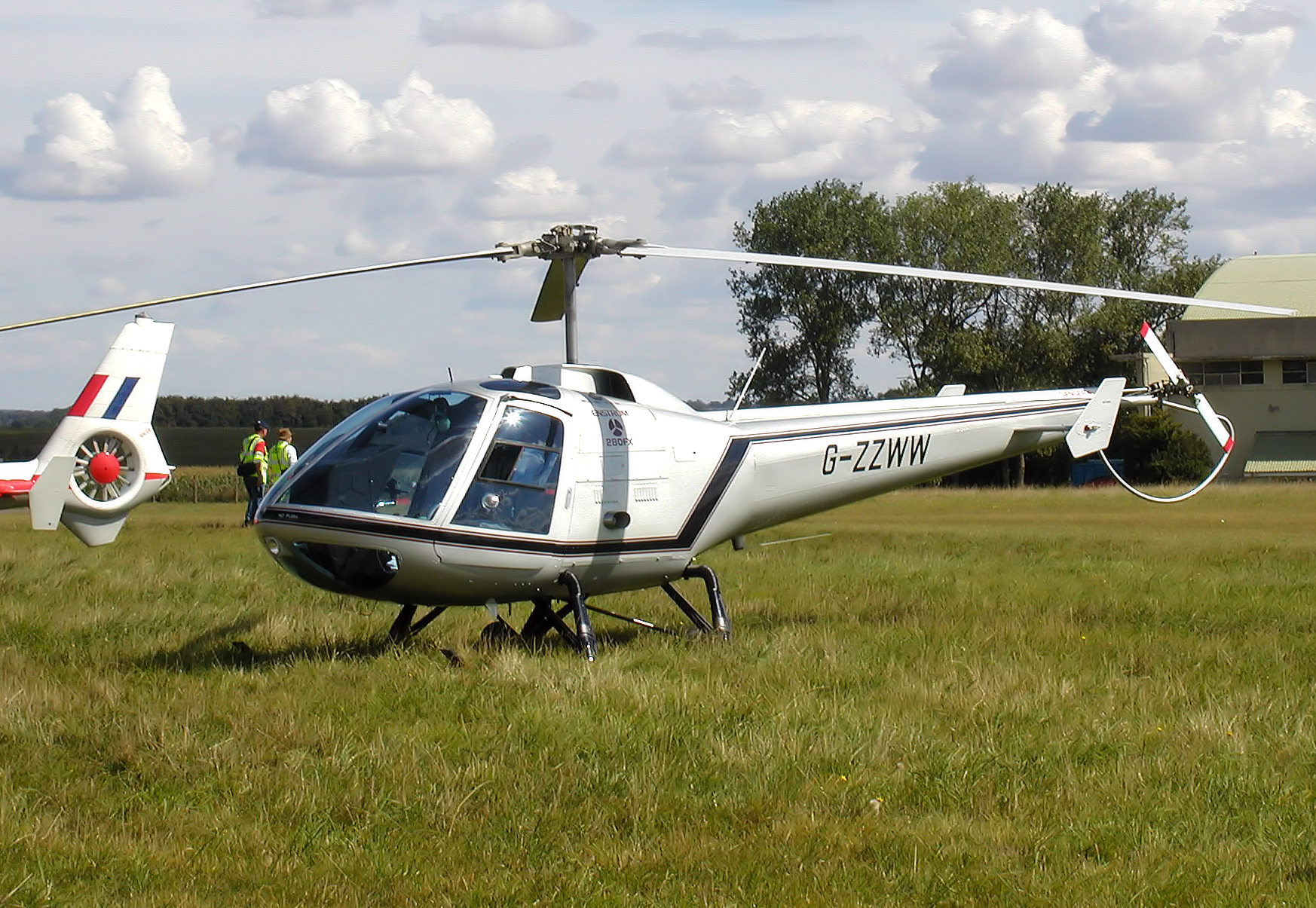
إنستروم 280FX

في شتاء عام 1957 في محجر في بلدة شبه الجزيرة العليا من كريستال فولز في ولاية ميشيغان، كانت محاولات رودي إنستروم ليختبر أول طائره مروحية، لم يكن رودي من مصممين الطائرات ولكنه في نفس العام ولكنه كان قادرا على براءة اختراع ثلاثة تصاميم التي تم استخدامها لتصميم الطائرات في الصورة أعلاه.
- في عام 1959:

كان أول العاملين بإنستروم هم وبول شولتز، إيرل شرفينكا، شميت ديك، رودي إنستروم، ألب باللور، جاك كريستينسن.
- في عام 1960:

كان أول التجارب البيضاء من قبل المؤسس رودي إنستروم، الرئيس جاك كريستينسن، مدير المبيعات فريد هيل للطائره المروحية طراز N195D.
- في عام 1961:

تم افتتاح The Enstrom shop area.

## وصلات خارجية
- الموقع الإلكتروني